# Задар (футбольный клуб)
«Задар» (хорв. Hrvatski nogometni klub Zadar) — хорватский футбольный клуб из города Задар.

## История
Клуб был основан в 1949 году в городе Задар, расположенном между Сплитом и Риекой — двумя центрами крупнейших клубов Далмации. Поэтому с точки зрения популярности «Задар» всегда был в тени этих двух клубов.
То же самое можно сказать о спонсорах, которые предпочитали вкладывать свои деньги в «Хайдук» или «Риеку», что нашло своё отражение на текущем финансовом положении клуба «Задар», который в настоящее время находится в очень плохом состоянии.
Играть в хорватской лиге «Задар» начал с первого сезона существования, сезона 1992/93, в первом сезоне команда в лиге заняла 12-е место. В первой лиге играл в сезоне 1995/96. Тогда было принято решение сократить лигу с 16 до 12 команд. Реорганизация несчастливо ударила по клубу, который занял 13-е место и вылетел в дивизион классом ниже. В сезоне 1996/97 «Задар» уже играл во второй лиге, где команда показывала хорошую игру. Хорошая игра позволила занять первое место.
Сезон 1998/99 не был успешным для команды «Задар». Команда занимает 10-е место в лиге, но отрыв в таблице от «Славен Белупо» был 11 очков. Такая ситуация требует разыгрывания дополнительных матчей, но «Задар» проиграл команде «Славен Белупо». Это привело ко второй в истории клуба деградации. На этот раз команда в течение двух лет не могла выйти в высший дивизион, так как высшую лигу реорганизовали до 16 команд. «Задар» получил шанс играть в элите. В первой лиге в следующем сезоне вновь было сокращение команд до 12. Но с тех пор «Задар» играл намного лучше, чем в предыдущие годы. В сезоне 2003/04 клуб занял 6-е место.

## Стадион
Клуб выступает на стадионе «Станови», вмещающем 8000 зрителей.